# Mainbach (Dorfen)
Mainbach ist ein Gemeindeteil der Stadt Dorfen im oberbayerischen Landkreis Erding.

## Lage
Die Einöde Mainbach liegt 300 Meter südlich der Autobahn A 94 etwa sechs Kilometer südöstlich von Dorfen.

## Hl. Kreuzauffindung
Die katholische Filialkirche Hl. Kreuzauffindung ist ein kleiner Saalbau mit polygonalem Chorabschluss und angefügter Sakristei, aus der zweiten Hälfte des 15. Jahrhunderts mit einem bemalten Westturm aus dem zweiten Viertel des 18. Jahrhunderts. Sie ist mit ihrer Ausstattung in die Liste der Baudenkmäler in Dorfen eingetragen.

## Bevölkerungsentwicklung
Um 1871 gab es in Mainbach 16 Einwohner. Im Mai 1987 lebten dort sieben Einwohner in einem Wohngebäude.
| Jahr      | 1871 | 1925 | 1950 | 1970 | 1987 |
| Einwohner | 16   | 17   | 18   | 6    | 7    |